# Le Livre d'or de la science-fiction : Alfred Bester
Le Livre d'or de la science-fiction : Alfred Bester est une anthologie de onze nouvelles de science-fiction, toutes écrites par Alfred Bester et publiées entre 1950 et 1979, rassemblées par Jacques Chambon.
L'anthologie  (ISBN 2-266-01736-5) fait partie de la série Le Livre d'or de la science-fiction, consacrée à de nombreux écrivains célèbres ayant écrit des œuvres de science-fiction.
Elle ne correspond pas à un recueil qui serait déjà paru aux États-Unis ; il s'agit d'un recueil inédit de nouvelles, édité pour le public francophone, et notamment les lecteurs français.
L'anthologie a été publiée en avril 1986 aux éditions Presses Pocket dans la collection Science-fiction no 5234. L'image de couverture a été réalisée par Marcel Laverdet.

## Préface
- « Le Bonjour d'Alfred » : préface de Jacques Chambon (pages 7 à 23).

## Liste et résumés des nouvelles

### Les Traîtrises du temps
- Titre original : Time Is the Traitor.
- Publication : 1953.
- Situation dans l'anthologie : pages 25 à 53.
- Résumé :
- Liens externes :

### Oddy et l'Id
- Titre original : The Devil's Invention ou Oddy and Id.
- Publication : 1950.
- Situation dans l'anthologie : pages 55 à 74.
- Résumé :
- Liens externes :

### Journal de voyage
- Titre original : Travel Diary.
- Publication : 1958.
- Situation dans l'anthologie : pages 75 à 79.
- Résumé :
- Liens externes :

### Ne quittez pas
- Titre original : Will You Wait ?.
- Publication : 1959.
- Situation dans l'anthologie : pages 81 à 89.
- Résumé :
- Liens externes :

### Le Compensateur
- Titre original : The Pi Man.
- Publication : 1959.
- Situation dans l'anthologie : pages 91 à 109.
- Résumé :
- Liens externes :

### Les États-Unis de Hollywood
- Titre original : The Flowered Thundermug.
- Publication : 1964.
- Situation dans l'anthologie : pages 113 à 163.
- Résumé :
- Liens externes :

### Un drôle de numéro
- Titre original : Out of this World.
- Publication : 1964.
- Situation dans l'anthologie : pages 165 à 177.
- Résumé :
- Liens externes :

### Le Grand Huit
- Titre original : The Roller Coaster.
- Publication : 1953.
- Situation dans l'anthologie : pages 179 à 189.
- Résumé :
- Liens externes :

### Un tiens vaut mieux…
- Titre original : Hobson's Choice.
- Publication : 1952.
- Situation dans l'anthologie : pages 191 à 211.
- Résumé :
- Liens externes :

### Galatée galante
- Titre original : Galatea Galante.
- Publication : 1979.
- Situation dans l'anthologie : pages 213 à 267.
- Résumé :
- Liens externes :

### Mes amours avec la science-fiction
- Titre original : My Affair with Science Fiction.
- Publication : 1974.
- Situation dans l'anthologie : pages 269 à 305.
- Résumé :
- Liens externes :